# Urban IV
Urban IV, född Jacques Pantaléon cirka 1195 i Troyes, Frankrike, död 2 oktober 1264 i Perugia, Italien, var påve från den 29 augusti 1261 till sin död den 2 oktober 1264.

## Biografi
Jacques Pantaléon var son till en skomakare i Troyes. Han var kanik av Laon, sedan ärkediakon av Liège, varunder han tilldrog sig påve Innocentius IV:s uppmärksamhet vid första konciliet i Lyon (1245). Två år senare sändes han på uppdrag av påven till Tyskland, för att återställa den ecklesiastikala ordningen i Schlesien samt ordna förlikning mellan Tyska orden och dess vasaller i Preussen. År 1249 utnämndes han till ärkediakon av Laon, och fortsatte att anlitas som tillfällig legat i Tyskland.
Han blev biskop av Verdun 1253, utnämndes 1255 av Alexander IV till patriark av Jerusalem och valdes till dennes efterträdare 1261, efter en konklav som varade i tre månader. Han är en av de få som sedan 1200-talet inte var kardinal när han valdes till påve.
En av Urbans första regeringshandlingar var att utöka kardinalkollegiet med fjorton nya kardinaler. Några av dessa var släktingar till andra kardinaler, men han insatte även egna släktingar och flera fransmän, varigenom det italienska inflytandet i kardinalkollegiet minskade. Det franska inflytandet i kardinalkollegiet skulle komma att påverka kyrkopolitiken under lång tid framöver. Han återställde också Kyrkostatens finanser, bytte ut de påvliga bankirerna mot en bank i Siena. De egna anhängarna upphöjde han, och omorganiserade guelferna genom att vända sig till dem med personliga intressen som i hög grad kunde finansiera att hans politiska målsättningar verkställdes.
Hans pontifikat präglades av strid mot Hohenstaufernas sista ättlingar. Urban bannlyste kung Manfred av Sicilien och erbjöd hans krona åt greve Karl av Anjou. Han kallade därmed Karl av Anjou till stridsfältet, och denne slog ner Manfred och orsakade Konradins död i Neapel, dock efter att Urban avlidit. Därmed slocknade Hohenstaufens ätt på svärdssidan. Tyska historiker som Leopold von Ranke brukar av denna anledning räkna Urban till de påvar som spelat störst historisk roll. Genom att tilldela Karl av Anjou tronen på Sicilien förde han ön under franskt mandat. 
Så snart han blivit påve försökte Urban att starta ett nytt korståg mot Konstantinopel för att återupprätta det Latinska riket som hade förlorats ett par veckor innan han tillträtt som påve. Svårigheterna i hans näromgivning var dock alltför stora för att han skulle kunna driva igenom denna plan. Manfred var under hela pontifikatet en svuren fiende, inte utan framgång, och hade ghibellinerna och saracenerna med sig. Guelferna led många militära nederlag mot ghibellinerna under Urbans pontifikat, och Kyrkostaten förlorade därigenom Lucca.
Urban IV avled i Perugia, dit han sökt sig för att undkomma oroligheter i Orvieto. Samma år hade han promulgerat en bulla om firandet av Corpus Christi som allmän kyrkofest. Han är begravd i Perugias katedral.